# Region Magdeburg
Die Region Magdeburg ist eine von fünf Planungsregionen in Sachsen-Anhalt. Sie umfasst die kreisfreie Landeshauptstadt Magdeburg und die drei Landkreise Börde, Jerichower Land sowie Salzlandkreis. In der Region Magdeburg leben ca. 687.000 Menschen in 26 Städten und 38 Gemeinden.
In der hier gebrauchten Bedeutung handelt es sich allerdings nicht um einen historisch gewachsenen Begriff bzw. weniger um eine historisch gewachsene Region – "Region Magdeburg" ist vor allem eine verwaltungstechnische Planungseinheit des Landes bzw. eine darauf ausgerichtete Marketingstrategie.

## Geografie und Lage
Die Region befindet sich in der Mitte des Landes Sachsen-Anhalt, ist Teil des Norddeutschen Tieflandes, umfasst eine Fläche von 5753,15 km² und gliedert sich in vier Großlandschaften sowie zwei anthropogen bedingte Landschaftseinheiten. Bedeutendster Fluss ist die Elbe, welche die Region von Süd nach Nord auf etwa 115 Kilometer durchfließt; bedeutendster schiffbarer Zufluss innerhalb der Region die Saale mit 27 Kilometern. Höchste Erhebung der Region ist der Bullenberg im Lappwald (Landkreis Börde) mit 210,6 m ü.NN.
Der überwiegende Teil der Region Magdeburg gehört zum ländlichen Raum (94 %), was sich in den Nutzungen widerspiegelt: 66 % landwirtschaftliche Nutzfläche, 19 % Waldfläche. Nordwestlich der Region schließt sich direkt das Oberzentrum Wolfsburg an, südöstlich das Oberzentrum Dessau-Roßlau, nordöstlich Brandenburg an der Havel.

## Einwohnerentwicklung
In der Region leben ca. 687.000 Menschen, dies entspricht ca. 31 % der Bevölkerung Sachsen-Anhalts.
Die Bevölkerungsentwicklung in der Region ist wie im gesamten Land Sachsen-Anhalt eher rückläufig. Obwohl im Vergleich zu den 1990er-Jahren ein geringerer Bevölkerungsverlust festzustellen ist und sich auch die Stadtflucht abschwächt, hat die Region nach der 5. regionalisierten Bevölkerungsprognose mit einer weiteren Bevölkerungsabnahme und Alterung bis zum Jahr 2025 zu rechnen.

## Die Region

### Zweckverband
Bei der Region Magdeburg handelt es sich nicht um eine historisch gewachsene Einheit. Durch das Landesplanungsgesetz des Landes Sachsen-Anhalt wurden fünf Planungsregionen im Land Sachsen-Anhalt Regionale Planungsgemeinschaften als Zweckverbände gegründet. Eine dieser fünf Planungsregionen in Sachsen-Anhalt ist die Region Magdeburg. Mitglieder des Zweckverbandes sind die Landeshauptstadt Magdeburg, Landkreis Börde, Landkreis Jerichower Land und der Salzlandkreis.
Neben der Regionalplanung befördert die Regionale Planungsgemeinschaft Magdeburg mit ihrer Geschäftsstelle die Regionale Zusammenarbeit und die Regionalentwicklung. Unter dem Logo finden sich weitere regionale Akteure wie der Tourismusverband Magdeburg-Elbe-Börde-Heide, und der Regionalmanager tti-Magdeburg GmbH.

### Geschichte
Die Region zählt zu den ältesten Kulturlandschaften Deutschlands. Die naturräumliche Trennung durch die Elbe und Saale prägte die frühe Geschichte. Das westelbische Gebiet zählte zu den Siedlungsräumen der Germanen, der ostelbische Bereich wurde vorwiegend von slawischen Stämmen besiedelt. Überliefert sind kriegerische Auseinandersetzungen zwischen den Volksgruppen. Nach der Niederlage der Sachsen, deren Siedlungsbereich sich bis zur Elbe und Saale erstreckte, gegen Karl den Großen im Jahr 785 und der Taufe des Herzogs Widukinds wurde Sachsen in das Frankenreich eingefügt und in drei Herrschaften geteilt: Westfalen, Engern und Ostfalen. Ostfalen bildete den östlichen Teil von Sachsen und erstreckte sich von Bardowick bis Merseburg.
Während der Herrschaft von Kaiser Otto I. (912–973) war Magdeburg Kaiserpfalz. Das Erzbistum Magdeburg wurde gegründet und die Christianisierung erreichte einen Höhepunkt. Die ost- und westelbischen Gebiete wurden vereint und das Erzbistum übte für mehrere Jahrhunderte die territoriale und geistige Macht aus. Unter Erzbischof Wichmann von Seeburg, einem engen Ratgeber Kaiser Friedrich Barbarossas, wurde der Handel und Verkehr gefördert. Auch wurde zu dieser Zeit der Landesausbau vorangetrieben und in den ostelbischen Gebieten wurden durch herangezogene Flamen Sümpfe trockengelegt und Deiche gebaut. Die Grundlagen für das spätere Magdeburger Recht wurden gelegt. Während der Reformation setzte sich der Protestantismus in der Region durch. Nach dem Ende des Dreißigjährigen Krieges, in dessen Verlauf es zu schwersten Verwüstungen kam (Magdeburger Hochzeit), fiel das Gebiet an das Kurfürstentum Brandenburg. Mit dessen Gründung im Jahr 1701 gehörte die Region zum größten Teil zur Provinz Sachsen im Königreich Preußen.
Nach dem Ende des Zweiten Weltkriegs wurde in der sowjetischen Besatzungszone die Länderverwaltung eingeführt. Das Land Sachsen-Anhalt bestand zunächst in der DDR bis 1952, danach wurde durch eine Verwaltungsreform der Bezirk Magdeburg gegründet und bestand bis 1990. Im Zuge der Wiedervereinigung wurde die föderale Struktur der Länder nach dem Vorbild der Bundesrepublik Deutschland übernommen und das Land Sachsen-Anhalt wurde, mit etwas verändertem Gebietszuschnitt, erneut gebildet.
Im südlichen Teil der Region Magdeburg befindet sich der Salzlandkreis. Hierin verbinden sich Teile von Anhalt (Gebiete um Aschersleben, Bernburg) und des ehemaligen Preußens (Gebiete um Staßfurt und Schönebeck).

### Räumliche Struktur
Im westlichen Teil der Region Magdeburg überwiegt der Eindruck der großen Ackerschläge der Magdeburger Börde, deren Böden zu den besten Europas gehören (Schwarzerden). Der Boden in der Gemarkung Eickendorf stellt mit der Bodenwertzahl 100 den besten Boden Deutschlands dar und dient seit der Reichsbodenschätzung 1934 als Referenz für die Bewertung landwirtschaftlicher Grundstücke in Deutschland. In der Magdeburger Börde befinden sich nur an wenigen Stellen größere Waldinseln, wie beispielsweise der Wartenberg bei Calbe (Saale), das Saure und das Hohe Holz. Die Dörfer sind überwiegend Haufendörfer mit typischen Vierseitenhöfen und Rundbogentoren. Weit verbreitet ist bei den Ortschaften die Namensendung „-leben“.
Nördlich schließt sich der Flechtinger Höhenzug an, in dessen Untergrund sich das nördlichste Hartgesteinsvorkommen Deutschlands befindet. An der Landesgrenze zu Niedersachsen geht die Landschaft in das Braunschweiger Hügelland und den Lappwald über. Nordwestlich bzw. nördlich des Mittellandkanals schließen Drömling und die Colbitz-Letzlinger Heide an.
Der östliche Teil der Region wird durch Ausläufer des Flämings und durch das Fiener Bruch geprägt. Es wechseln sich landwirtschaftlich genutzte Flächen und Waldflächen ab. Neben den größeren Städten Burg, Genthin und Gommern existieren mehrere, kleinere Orte im Jerichower Land und die Besiedlungsdichte liegt unter dem Landesdurchschnitt. Die linearen Straßen- und Angerdörfer überwiegen in diesen Gebieten, oftmals sind sie mit Gutsweilern gemischt. Namensgeber des Landkreises ist die Stadt Jerichow, in der sich das Kloster Jerichow mit der Stiftskirche im spätromanischen Baustil befindet, die zu den ältesten Backsteinbauten in Norddeutschland zählt.
Von der Börde bis zum Harzvorland und entlang der Flüsse und Bachläufe sind eine Reihe der ältesten Städte und Dörfer der Region zu finden. Zudem sind zahlreiche Wüstungen nachweislich, was für eine bewegte Siedlungsgenese spricht. In den Dörfern war die Zahl der Bauern meist recht klein, oft verringerte sie sich im Laufe der Zeit, da der Gutsbesitzer immer mehr Land an sich brachte. Die wirtschaftliche und rechtliche Situation der Landbevölkerung war dennoch verhältnismäßig günstig. Diejenigen, die kein Land besaßen, gingen meist einem Handwerk nach. Die Nachfolgebauten der alten Fachwerkbauten waren oftmals Backsteinwohnhäuser, mit städtisch ausgebildeten Putzfassaden, in denen der bäuerliche Reichtum des 19. und 20. Jahrhunderts zum Ausdruck kommt. Daneben existieren Wohn- und Wirtschaftsgebäude aus unverputztem Backstein und aus Bruchsteinen der näheren Umgebung (Grauwacken, Kalkstein, Sandstein).

### Sprache
In der Region Magdeburg wird ein regional eingefärbtes Hochdeutsch gesprochen. Das Territorium gehört bzw. gehörte größtenteils zum niederdeutschen Sprachgebiet. In Magdeburg selbst bildete sich die von den Stadtbewohnern gesprochene „Machteburjer“ Alltagssprache heraus, die vom Dialekt beeinflusst ist. Im Gebiet der Börde wird teils noch der ostfälische Dialekt gesprochen (als Teil des Niedersächsischen); im nördlichen und nordöstlichen Gebiet dagegen ist der altmärkische Dialekt noch verbreitet (als Teil des Ostniederdeutschen). Südlich der Benrather Linie, die im Südzipfel der Region von Aschersleben über Calbe bis nach Barby verläuft, überwiegen mitteldeutsche Dialekte (thüringisch-obersächsisch, östlich der Saale auch als „Anhaltisch“ bezeichnet).

## Kultur und Wirtschaft

### Infrastruktur
Die Region ist Kreuzungspunkt wichtiger Wasserstraßen, Autobahnen sowie Schienenverbindungen. In Ost-West-Richtung durchquert die (A2: Hannover – Berlin) und in Nord-Süd-Richtung (A14: Magdeburg – Halle/Leipzig) das Gebiet. Elbe und Saale durchfließen die Region, über Mittellandkanal, Wasserstraßenkreuz und Elbe-Havel-Kanal ist sie an die Wasserstraßenverbindung Ruhrgebiet-Hannover-Magdeburg-Berlin angebunden. Der Magdeburger Hafen ist der größte Binnenhafen in den Neuen Bundesländern. Das Tarifgebiet des Verkehrsverbundes marego ist nahezu deckungsgleich mit der Region. Die wichtigsten Bahnhöfe befinden sich in Magdeburg, Bernburg (Saale), Schönebeck (Elbe), Burg, Haldensleben, Oschersleben (Bode) und Aschersleben.
Die nächsten Verkehrsflughafen sind die Flughäfen Leipzig/Halle, Hannover und Berlin.

### Wirtschaft, Wissenschaft und Forschung
Zentren von Lehre und Forschung sind die vor allem in technischen Fächern stark vertretene Otto-von-Guericke-Universität, die Fachhochschulen in Magdeburg und Bernburg, das Fraunhofer-Institut und das Max-Planck-Institut in Magdeburg sowie das Leibniz-Institut für Pflanzengenetik und Kulturpflanzenforschung in Gatersleben.
Trotz der ländlichen Prägung und des fast völligen Zusammenbruchs der Industrie nach der Wende zählen heute der Maschinen- und Anlagenbau, die Umweltschutztechnologien und die Kreislauf-/Recyclingwirtschaft sowie die Gesundheitswirtschaft/Medizintechnik zu den Schwerpunktbranchen der Region. Die Arbeitslosenquote ist im Vergleich zu Sachsen-Anhalt unterdurchschnittlich.
Firmen aus der Region sind beispielsweise:
- SKET GmbH Magdeburg
- Serumwerk Bernburg AG
- Solvay GmbH Bernburg
- Sodawerk Stassfurt GmbH & Co. KG
- Waschmittelwerk Genthin GmbH

### Kultur und Sehenswürdigkeiten
Das Bundesland Sachsen-Anhalt ist von Baudenkmälern der Romanik geprägt. Entlang der Straße der Romanik reihen sich zahlreiche Dome, Burgen, Klöster und Kirchen aus dieser Bauepoche.
Barockgärten, Parkanlagen und zahlreiche Schlösschen und Herrenhäuser bekunden den einstigen Reichtum des Landadels.
Eine Auswahl regionaler Sehenswürdigkeiten:
- Dom zu Magdeburg
- Kloster Unser Lieben Frauen in Magdeburg
- Schloss Bernburg
- Barockschloss und -garten Hundisburg
- Kloster Jerichow
- Wasserstraßenkreuz
- Gradierwerk Bad Salzelmen

Radwanderwege:
- Elberadweg (Hamburg – Magdeburg – Prag)
- Europaradweg R1 (Den Haag – Harz – Berlin)

Die sogenannte Süße Tour – Zucker- und Rübenroute – führt durch die Magdeburger Börde und illustriert die Tradition der Zuckergewinnung und -verarbeitung in der Region.
Touristisch betreut wird das Gebiet vom Magdeburger Tourismusverband Elbe-Börde-Heide e. V., der Tourist-Information Magdeburg und dem Tourismusverband Salzlandkreis.

## Belege
1. 1 2 3  Statistisches Landesamt Sachsen-Anhalt.
2. ↑  Landesamt für Umweltschutz Sachsen-Anhalt, abgerufen am 25. November 2010.
3. ↑  Statistisches Landesamt Sachsen-Anhalt, abgerufen am 30. Januar 2012.
4. ↑  sachsen-anhalt.de. Ehemals im Original (nicht mehr online verfügbar); abgerufen am 9. März 2011. (Seite nicht mehr abrufbar. Suche in Webarchiven)
5. ↑  tti-Magdeburg GmbH.